# Военно-морские силы Республики Абхазия
Военно-морские силы Республики Абхазия — оперативно-стратегическое объединение вооружённых сил частично признанной Республики Абхазия. Штаб ВМС РА располагается в районе Сухумского маяка. В целом, является средством обеспечения безопасности Абхазии на Черноморском побережье. Для выполнения поставленных задач в своём составе имеет боевые катера ближней морской зоны, батальон морской пехоты, части береговых войск и спецподразделений.
23 декабря 2014 года Парламент Абхазии ратифицировал Договор между Республикой Абхазия и Российской Федерацией о союзничестве и стратегическом партнёрстве. В тексте договора среди основных сфер сотрудничества упоминалось «создание общего пространства обороны и безопасности».

## История
Вторжение в Абхазию войск Грузии стало началом многолетней войны, приведшей к провозглашению независимости Абхазии от Грузии.

15 августа 1992 года морской буксир «МБ-7028» проекта 8059 «Садко» был уведён экипажем в Новороссийск. Он находился в Очамчире и должен был буксировать в Турцию списанный на металл пограничный корабль «ПСКР-616». В первый день войны, когда грузинские войска заняли Очамчире, вечером на буксир прибыли представители грузинской власти и заявили, что включают буксир в состав ВМС Грузии. После того, как они ушли, капитан и несколько матросов вышли ночью из бухты и ушли в Новороссийск. Буксир был возвращён Абхазии после войны 1992—1993 гг. «ПСКР-616» остался на месте, его постепенно сорвало со швартовых и вынесло на середину акватории порта, его пришвартовали к южному берегу, где он затонул. Спустя время его подняли, порезали на фрагменты и вновь продали в Турцию на металл.
17 августа 1992 года организованная штурманом дальнего плавания Леваном Александровичем Катиба группа вывела из Сухума за реку Гумиста ряд судов, находившихся на ходу. Как это было Л. А. Катиба вспоминал: «В эти дни у меня возникла идея, с которой я пришел в штаб. Там перед дверьми С. П. Дбара просидел два дня, но так как Сергей Платонович был сильно занят, то он меня отослал к Вове Аршба, который сразу же поддержал мою идею о плавсредствах Абхазии, которые я решил перегнать в Гудауту. Вова расспросил меня о том, какие там, на Маяке сконцентрированы плавсредства, как их можно применить в военных целях. После расспросов он дал мне грузовик с десятью вооружёнными служащими полка. Поехали мы в Верхнюю Эшеру, где я выбрал из ополченцев мотористов-моряков. В их числе моториста-глиссериста Славика Агрба. Всех вместе на грузовике нас было шестнадцать человек. Так как было перемирие, то, хотя грузинские БТРы ездили в городе, но никого не останавливали. Там, на Маяке, в мастерских мы встретили капитана-механика прогулочного катера „Комсомолец Абхазии“, который тоже подключился к нам. Грузовик я отпустил назад. В общем, всё, что там было на плаву, мы завели. Все плавсредства я отправил за р. Гумиста. И в конце, последним выплыл на портовом буксире „Дельфин“. Угнали мы до девяти единиц плавсредств: „Комсомолец Абхазии“, „Гумиста“, „Радуга-5“, „Радуга-7“ и т. д. На „Гумисте“ забрали с собой 60 тонн солярки, забрали понтон-тысячетонник. Пригнали все плавсредства в Новый Афон, и в два часа ночи я доложил С. Дбару о пригнанных плавсредствах. Тогда он выдал мне удостоверение об уполномачивании по этим делам. Плавсредства я рассредоточил в Гудауту, Пицунду и в Новый Афон, чтобы они кучно не стояли в одном месте, в случае бомбежки. Часть катеров я загнал на дачу М. Горбачева, в район Мюссеры.»
Среди выведенных из Сухума катеров были три катера на подводных крыльях проекта 1432 «Невка», построенных на Батумском судостроительном заводе.
В Гудауте работу по формированию флота организовал Еник Кучкан Владимирович, с 29 августа 1992 года он был назначен начальником береговой охраны РА. По приказу полковника С. А. Сосналиева, начальника штаба Госкомитета обороны Республики Абхазия К. В. Еник было предоставлено право отбирать необходимых специалистов и привлекать морские катера по всей территории Гудаутского района, а начальники учреждений и командиры подразделений должны были оказывать необходимую помощь и выделять в распоряжение специалистов и морскую технику.
В сентябре 1992 года Лев Катиба начал формировать ВМС Республики Абхазия (ВМС РА) в городе Пицунда из плавсредств, которые оказались на тот момент в руках ополченцев. В группе было до 25 человек. Среди них Морозов Юра, Календжи Вова, Воронов Игорь, Канделаки Бесик, Агрба Славик, Цимцба Паша, Пичугин Валерий, Гицба Султан, Чепия Ираклий, Гена Бебия, Аслан Цвижба, Даут Зарандия (Тукин) и другие. Катиба Леван Александрович стал первым командующим.

Первыми кораблями ВМС РА стали прогулочные теплоходы проекта 1430 «Комсомолец Абхазии» и «Сухум»; теплоходы проекта 485М «Радуга-5» и «Радуга-7»; пассажирский теплоход проекта 10110 «Рица»; спасательный катер проекта 14100 «Чибис». На суда пр.485 и пр.10110 было установлено стрелковое и артиллерийское вооружение, а также пусковые установки НУРС. Три буксира: «МБ-28», «Дельфин», «МБ-7028»; МДК проекта 106 названная «Гума», которая на момент начала войны находилась на слипе у Восточной стенки. В сентябре-октябре с озера Рица в Пицунду были переброшены 7 катеров на подводных крыльях проекта 343МЕ «Волга». Осенью-зимой вошел катер проекта 1400 «Гриф», который ранее был выведен из состава флота в связи с плохим состоянием корпуса, разоружен и продан пионерлагерю «Орлёнок», до начала 1993 года находившийся в ремонте и вооружении.
После занятия Гагры 7 октября 1992 года абхазский экипаж (командир — Агрба Алик Михайлович, крановщик — Кутелия Рамиз, матрос — Авидзба Тамил, матрос — Ходжава Алик и механик — Капба Валерий Нуриевич) перегнал баржу «МСБ-12» из Новороссийска в Пицунду по команде начальника Плавстройотряда треста «Новороссийск-Морстрой» (ПСО — 9) Пинчука Юрия Валеривича. В абхазском флоте «МСБ-12», выполняла функцию десантного судна, участвуя во многих десантных операциях.
12 ноября 1992 года личный состав Гудаутской базы береговой охраны начал передислоцироваться на центральную базу ВМС Республики Абхазия, с личным составом передавались катер проекта 1390 «Стриж» и глиссер проекта 343МЕ «Волга».
За 1992 год были захвачены три грузинских сейнера (один из них «Палеостоми»), которые начали выполнять сторожевую роль.
Руководство Абхазии продолжало усиливать свой флот, в частности и за счет судов, которые были приписаны к Сухумскому порту, но ушли от войны на Украину и в Россию. Организовывался ремонт катеров и теплоходов: например, морской пассажирский теплоход «Рица» после участия в октябре 1992 года в эвакуации беженцев из Сухума, ушел в Одессу (Украина) на ремонт, и был возвращен в Абхазию после войны 1992—1993 гг.
19 декабря 1992 года уже бывший командующий ВМС РА, а ныне представитель по закупке техники и вооружения для ВМС Абхазии Л. А. Катиба, приступил к решению вопросов, касающиеся переоборудования, укомплектования экипажем, документации и эксплуатации судов и катеров. Развернул работу по приобретению катеров для нужд Республики, действуя через созданную торгово-транспортную фирму «Катиба». Временно исполняющий обязанности командующего ВМС РА стал Рауль Нанба, служивший до этого момента мичманом в российском ВМФ.
В январе 1993 года Рауль Нанба сложил с себя обязанности ВРИО командующего ВМС РА, на эту должность назначен капитан 1-го ранга Александр Александрович Войнский. Юрий Григорьевич Ачба, после того как ему удалось выбраться из оккупированного Сухума в январе 1993 года, стал начальником штаба ВМС РА. До демобилизации в 1985 году он был в звании капитана 2-го ранга в ВМФ СССР и командовал боевой частью атомной подводной лодки Северного флота.
Второй катер проекта 1400 «Гриф» появился в ВМС РА весной 1993 года. Ранее катер был выведен из состава российского флота, разоружен и продан частной компании, новое имя катера — ПСК «Виктория». Рауль Нанба перегнал его из Новороссийска в Гудауту, где он был вооружен и получил тактический номер «А-02». Ещё вошли два служебно-разъездных катера проекта 371 «Адмиральский».
24 апреля 1993 года ПСК «А-02» была захвачена грузинская баржа «МСБ-24» и доставлена в Гудаутский морпорт. Капитаном её стал Гицба Султан Шаитович, до этого служивший на теплоходе «Комсомолец Абхазии». В экипаж входило двенадцать матросов и боевой расчет установки «Град» под командованием начальника реактивной артиллерии МО РА Цвинария Руслана.
В апреле-июне 1993 года абхазские катера перехватили НИС «Модуль», когда он шел в Поти имея на борту груз румынских автоматов для Грузинской стороны. НИС «Модуль» начали использоваться как танкер.
В июле 1993 года начальником штаба ВМС РА был назначен дагестанец капитан 1-го ранга в отставке Али Минкаилович Алиев, вице-президент КНК от лакского народа. В 1960 г. закончил Каспийское высшее военно-морское училище в Баку. С 1960 по 1988 гг. служил на кораблях и в частях военно-морского флота, командовал кораблями 1-го и 2-го ранга. За многолетнюю и добросовестную службу в Вооружённых силах он награждён более 10 орденами и медалями. С 1988 по 1992 гг. работал капитаном наставником на научно-исследовательских судах на Каспии, собственным корреспондентом в газете «Северный Кавказ» по Дагестану, главным редактором издательского предприятия «Слово». С 1990 по 1993 год вице-президент конфедераций народов Кавказа.
ВМС Республики Абхазия во время войны 1992—1993 гг. (35 судов и катеров):

Гудаутский дивизион:

Воинский Александр Александрович — командир дивизиона

Джопуа Тариел — начальник штаба дивизиона
- 2 ПСКР типа «Гриф» пр.1400М: «А-01» (командир — Авидзба Зурик), «А-02» (командир — Нанба Рауль)
- 2 морских прогулочных теплохода пр.1430: «Сухум» (капитан — Малия Лаврик Бедзугович), «Комсомолец Абхазии» (капитан — Есебуа Артур Несторович)
- до конца 1992 года — 1 теплоход СПК пр.342М: «Комета-50» (командир — Хишба Лева Казимирович)
- 2 баржи выполняли функцию десантных катеров: «МСБ-12» (командир — Агрба Алик Михайлович), «МСБ-24» (командир — Гицба Султан Шаитович)
- 3 малых разъездных катера типа «Стриж» пр.1390
- 1 нефтеналивной плавбункеровщик пр.1582У: «Гумиста»
- 1 грунтовозная шаланда типа С-201 пр.1526: «Бзыбь»
- 1 буксир: «МБ-28»

Пицундский дивизион:

Левачев Александр Иванович — командир дивизиона

Бганба Лев Ладикович — заместитель командира по вооружению

Инал-ипа Адгур Шалвович — руководитель научной группы, создатель радиоуправляемых торпедных аппаратов
- 2 служебно-разъездных катера типа «Адмиральский» пр.371: «СК-08» (командир — Бганба Лев Ладикович), «СК-09» (командир — Бганба Лев Ладикович)
- 1 пассажирский теплоход пр.10110: «Рица»
- 2 теплохода пр.485М: «Радуга-5» и «Радуга-7»[8]
- 3 катера на подводных крыльях «Невка» пр.1432: «СК-01» (командир — Агрба Славик Янкович), «СК-02» (командир — Бутба Даур), «СК-03»
- 8 катеров на подводных крыльях типа «Волга» пр.343МЕ
- 1 портовый буксир тип РБТ пр.378: «Дельфин»

(Сашенко Виталий — командир СК-04, Бганба Гурам — командир СК-05, Сымсым Астамур Викторович — командир СК-08, Хагуш Славик — командир СК-25, Сулава Тимур — командир СК-26)
Новоафонский дивизион:
- 1 спасательный катер типа «Чибис» пр.14100 (командир — Хибба Юрий Азизович)
- 3 МРС
- 1 МДК проекта 106: «Гума» (участия в боевых действиях не принимала — находилась на слипе у Восточной стенки Очамчирской ВМБ)
- 1 буксир: «МБ-7028» (во время войны находился в Новороссийске)

В 1994 году в состав ВМС РА должны были войти два разоруженных ПСКР проекта 205П «Тарантул» бывшие ПСКР-633 и ПСКР-634 но они были раздавлены льдами в зиму с 1993 на 1994 год на «Алмазе» в Санкт-Петербурге.

«Бзыбь» передали в Сухумский морской порт, она прошла ремонт и была переоборудована в сухогруз, установлено навигационное оборудование.
В 2001 году Александр Александрович Войнский вышел в отставку. За время службы в ВМС Абхазии стал автором ряда разработок в области оснащения вооружения маломерных судов, в том числе установками систем залпового огня, организовал спецподразделение «Боевые пловцы», был награждён званием Героя Абхазии. 

До 2001 года в составе Сухумского дивизиона числились 9 МРС.
Дальнейшее развитие ВМС Абхазии связано с покупкой разоруженных или списанных катеров из стран бывшего СССР. В июне-августе 2004 года ВМС Абхазии пополнили четыре артиллерийских катера пр.1204 «Шмель» (бывшие АК-248, АК-582, АК-599) из состава 116-й Краснознаменной бригады речных кораблей Черноморского флота, закупленные на средства абхазской диаспоры с полным штатным вооружением, один (АК-527) был разобран на запчасти для ремонта трёх других. Также в этом году вошли три катера проекта 1400 «Гриф»: два ПСКА-502 и ПСКА-504 из Очамчирской группы учебных катеров, и один ПСКА-543 сочинского дивизиона, которые вооружили за счет трофеев снятых со сбитых в 1992—1993 годах грузинских вертолётов и СУ-25, что привело к перегрузке катеров, снизив их ходовые характеристики.
В 2004 году были приобретены 4 катера пр.1415П «Кулик», бывшие ПСКА с Балтики (один из них ПСК-011), один катер разобран на запчасти. С этого периода гражданские суда были демобилизованы. С пассажирских теплоходов вооружение было демонтировано, а суда передали в управление Абхазского морского пароходства. В случае начала боевых действий они вновь могут быть вооружены и использованы в качестве лёгких десантных или транспортных судов. Самым крупным приобретением стал ПСКР пр.205П «Тарантул», построенный в 60-е годы в Ленинграде. Закуплен в невооружённом состоянии. Вооружен в Абхазии: 1 х 2-23 мм ЗУ-23-2, ПЗРК «Стрела-2М». Возможно довооружен 1×122 мм х 40 РСЗО БМ-21 «Град». На 2015 год официального подтверждения о его наличии в рядах ВМС РА нет.
Зураб Гицба, согласно личному рапорту, покинул пост командующего Военно-морскими силами министерства обороны Абхазии. 7 июля 2005 года президент Сергей Багапш подписал Указ об назначении заместителя секретаря Совета безопасности Абхазии капитана 1-го ранга Александра Войнского на должность командующего Военно-морскими силами министерства обороны Абхазии.
В 2006 году приобретены 2 катера пр. РВ-1415 «Фламинго» в невооружённом состоянии на средства Абхазской диаспоры в Греции.
4 июля 2006 года созданы УЧС Абхазии. Из состава ВМС передали спасательный катер типа «Чибис» пр.14100.
3 катера пр.1415П «Кулик» и 2 катера пр. РВ-1415 «Фламинго» к 2007 году передали в отряд береговой охраны погранслужбы Абхазии. Также в БОХР передали 4 катера на подводных крыльях пр.343МЕ «Волга».

Дивизионом пограничных катеров командует капитан 2-го ранга Зураб Гицба, который ещё в советские годы закончил Военно-морское училище им. М. В. Фрунзе. В дивизионе наряду с контрактниками служат военнослужащие срочной службы.

## Боевой опыт

### 1992 год
В ночь с 14 на 15 августа по распоряжению В. Аршба 14 абхазских бойцов Агудзерского батальона после боя с Тбилисским ОМОНом были вывезены морем на катере из Агудзеры. Командир катера М. Хваркия.
Юрий Азизович Хибба на спасательном катере проекта 14100 «Чибис» 17 августа осуществил перевозку группы из 8 человек из Нового Афона в село Тамыш Очамчирского района.
21 августа в Пицунде был захвачен катер на подводных крыльях «Комета-50» с грузинским экипажем и отконвоирован в Гудауту. После передачи грузинских военных в штаб в Гудауте «Комета-50» была оставлена в Абхазии и вооружена.
26 августа в районе Гагры абхазы обстреляли грузинский плавучий кран, перевозивший боевую технику. Пресс-служба ВС Абхазии в Москве сообщила об этом как о крупном сражении. Утром 26 августа в районе Гагры во время морского боя войсками Госсовета была предпринята попытка высадить десант и бронетехнику. Однако попытка не удалась, баржа и катер обстреляны и выведены из строя абхазской стороной. Это был первый морской бой нарождающегося абхазского флота, в нём участвовала захваченная ранее «Комета-50» которой командовал Л. А. Катиба.
В конце сентября, как вспоминал командир «Невки» «СК-01» Агрба Владимир Янкович: «Командование поставило задачу уничтожить танкер „Т-17“ и научно-исследовательское судно „Вектор“, где по данным разведки располагался штаб грузинского командования. Диверсионная группа во главе с Игорем Ворониным подготовила подводную мину с часовым механизмом. Это была первая операция в тылу врага. Мину должны были установить водолазы — диверсанты Воронин Игорь и Календжи Владимир, а командир катера должен был завести их в бухту и визуально показать цель. Но в ходе выполнения операции в бухте катер был обнаружен и вынужден был прервать операцию. В ночь с 26 на 27 сентября 1992 года операцию решили повторить нанеся ракетный удар по судам. К этому моменту на „СК-01“ были установлены две одноствольные установки НУРС, а на носу катера установка „Алазань“. Возле грузового причала стояла баржа полностью груженная легковыми автомашинами. А наша цель не просматривалась. Танкер стоял возле мола. На мою просьбу атаковать судно все начали возражать. Тогда, чтобы определить точное место нахождения цели, мне пришлось подойти к берегу на расстояние пятидесяти метров и оттуда спуститься в бухту. Когда я начал подходить к началу причала, то я визуально увидел танкер. Это было первое применение на нашем флоте боевого оружия. Предупредив команду, я один за другим выпустил две ракеты. Один снаряд попал в щитовую — повредил освещение, а второй попал в танкер. Пока грузинская береговая охрана поняла в чём дело, мы успели перезарядиться и я на втором заходе в упор с расстояния пятьдесят метров расстрелял судно и видел как снаряд разорвался на борту баржи „Кодор“. После второго захода противник открыл плотный огонь. Чтобы сохранить катер от мощного вражеского обстрела мне пришлось прикрыться корпусом судна, которое и по настоящее время стоит у входа в бухту. Операция прошла удачно».
Следующей боевой операцией абхазских ВМС стало участие в октябре в освобождении Гагры и её окрестностей в ней приняли участие переоборудованные пассажирские теплоходы «Радуга-5» и «Радуга-7».

### 1993 год
Абхазские моряки несколько раз высаживали десанты и блокировали морские коммуникации противника в войне 1992—1993 годов. «Комсомолец Абхазии» и «Сухум» выполняли гуманитарные рейсы в Сочи за продовольствием, в оккупированный Сухум за беженцами в рамках программы по обмену военнопленными. «Комсомолец Абхазии» выполнил рейс в Очамчиру в начале августа 1993 года и вывез с Восточного фронта группу бойцов Казачьего батальона и группу добровольцев с Северного Кавказа, принимавших участие в июльском десанте в районе села Тоумыш.

Вооружённые ПЗРК «Стрела-2» 3 абхазских катера и грунтовозная шаланда «Бзыбь» с установленным блоком НУРС и двумя С-60 практически парализовали работу аэропорта Бабушара. На их счету:
- 21.07.93г. с катера подбит из ПЗРК Ту-154 в 2 милях от берега пилоты смогли посадит самолёт.
- 20.09.93г. с катера стрелком-зенитчиком Атарского батальона Артуром Тарба[17] сбит Ту-154 (бортовой 4L-369931).
- 21.09.93г. в 16:25 сбит над морем пассажирский самолёт ТУ-134А (Сухумский ОАО, бортовой 4L-65893) летевший рейсом Сочи — Сухум, погибли 22 мирных пассажира и 5 членов экипажа, среди них несколько журналистов из России и стран Европы[18]. Сбил его с борта ПСК проекта «Гриф» из ПЗРК матрос Дмитрий Нагимов. Самолёт упал недалеко от дома отдыха «Литературной газеты». Эту трагедию успели снять грузинские телевизионщики.
- 22.09.93г. сбиты два Ту-154[19] перевозивших солдат СпН Грузии из Тбилиси в Сухум. В первом самолёте погибли 150 человек; Второй Ту-154Б (а/к ORBI, бортовой 4L-85163) подбит из ПЗРК командиром катера Булатом Шулумбековичем Амаевым в 18:32, самолёт смог дотянуть до ВПП, но при посадке самолёт загорелся и разломился на две части, 100 сотрудников СпН заживо сгорели, а 24 человекам находившимся в носовой части самолёта удалось выжить, в том числе 4 членам экипажа[20].
- 23.09.93г. обстрелян на рулёжке из НУРСов пустой Ту-134.
- 24.09.93г. в момент взлёта сбит Су-25.

Абхазские ВМС сыграли одну из решающих ролей при взятии Сухума в 1993 году.
Флот сыграл значительную роль в защите берегов от атак грузинских катеров. Несмотря на то, что на грузинской стороне находилось большее число плавсредств, именно абхазские военные моряки доминировали в водах Абхазии.

### Потери
- 1 Катер на подводных крыльях пр.343МЕ «Волга» — Во время дежурства наскочил на камни, был повреждён и выведен в резерв, с него двигатель был установлен на другой катер, после войны списан.
- 1 Катер пр.1390 «Стриж» пострадал в боях, списан.

## Современное состояние
ВМС Абхазии делятся на три дивизиона. Штаб находится в районе Сухумского маяка. Основные базы флота — Сухум, Очамчира, Пицунда. Численный состав — более 700 человек. В состав ВМС входят:
- Первый дивизион морских катеров (Сухум);
- Второй дивизион морских катеров (Пицунда);
- Третий дивизион морских катеров (Очамчира);
- Батальон морской пехоты из 350—400 человек, на вооружении: БМП-2, СПГ-9, КС-19, АГС-17, миномёты, АК74, ПМ.

В систему абхазских военно-морских сил также входят подразделения береговой обороны и спецподразделения:
- Три батареи береговой обороны (85 мм орудия Д-44 и 100 мм орудия КС-19);
- Бронепоезд с тремя орудиями и установкой НУРС;
- Спецподразделение «Ночные Ангелы»;
- Спецподразделение «Боевые Пловцы»;
- Две стационарные радиолокационные установки.

Постоянно проходят совместные учения по отработке задержания нарушителей границы с российскими моряками. Начиная с середины 2010-х годов нет точных данных о качественном и количественном составе ВМС Республики Абхазия.
| Проект                                                | Наименование       | Бортовой номер     | Год поступления    | Примечание |
| Боевые корабли — 1                                    | Боевые корабли — 1 | Боевые корабли — 1 | Боевые корабли — 1 | Боевые корабли — 1 |
| ----------------------------------------------------- | ------------------ | ------------------ | ------------------ | --- |
| Корабли проекта 205П «Тарантул» СССР                  |                    |                    |                    | . |
| Боевые катера — 30                                    |                    |                    |                    | |
| Артиллерийские катера проекта 1204 «Шмель» СССР       |                    |                    | 2004               | Вооружение: Спаренные в одной башне 1 х 76-мм Д-56ТМ и 1 х 7,62-мм ПКТ, 1 х 2 25мм АУ 2М-3М, 1×140 мм х 17 РСЗО БМ14-17, 2 х 1 АП-30 «Пламя», ПЗРК «Игла», до 6-10 мин. |
| Артиллерийские катера проекта 1204 «Шмель» СССР       |                    | 2004               |                    | Вооружение: Спаренные в одной башне 1 х 76-мм Д-56ТМ и 1 х 7,62-мм ПКТ, 1 х 2 25мм АУ 2М-3М, 1×140 мм х 17 РСЗО БМ14-17, 2 х 1 АП-30 «Пламя», ПЗРК «Игла», до 6-10 мин. |
| Артиллерийские катера проекта 1204 «Шмель» СССР       |                    |                    | 2004               | Выведен в резерв по причине неисправной машины |
| ПСКР пр.1400 «Гриф» СССР                              | А-03               |                    | 2004               | Вооружение: 1 х 2-23 мм ЗУ-23-2, 1 х 2 НУР С-8 ПУ Б-8М1, ПЗРК «Стрела-2М»                                                                                               |
| ПСКР пр.1400 «Гриф» СССР                              | А-01               |                    | 2004               | Вооружение: 1 х 2-23 мм ЗУ-23-2, 1 х 2 НУР С-8 ПУ Б-8М1, ПЗРК «Стрела-2М»                                                                                               |
| ПСКР пр.1400 «Гриф» СССР                              | А-02               |                    | 2004               | Вооружение: 1 х 2-23 мм ЗУ-23-2, 1 х 2 НУР С-8 ПУ Б-8М1, ПЗРК «Стрела-2М»                                                                                               |
| ПСКР пр.1400 «Гриф» СССР                              | А-03               |                    | 2004               | Вооружение: 1 х 2-23 мм ЗУ-23-2, 1 х 2 НУР С-8 ПУ Б-8М1, ПЗРК «Стрела-2М»                                                                                               |
| ПСКР пр.1400 «Гриф» СССР                              | А-04               |                    | 2004               | Вооружение: 1 х 2-23 мм ЗУ-23-2, 1 х 2 НУР С-8 ПУ Б-8М1, ПЗРК «Стрела-2М»                                                                                               |
| ПСКР пр.1400 «Гриф» СССР                              | А-05               |                    | 2004               | Вооружение: 1 х 2-23 мм ЗУ-23-2, 1 х 2 НУР С-8 ПУ Б-8М1, ПЗРК «Стрела-2М»                                                                                               |
| ПСКР пр.1400 «Гриф» СССР                              | А-06               |                    | 2006               | Нет точных сведений ни о вооружении ни о вводе в строй |
| ПСКР пр.1400 «Гриф» СССР                              | А-07               |                    | 2006               | Нет точных сведений ни о вооружении ни о вводе в строй |
| ПСКР пр.1400 «Гриф» СССР                              | А-08               |                    | 2006               | Нет точных сведений ни о вооружении ни о вводе в строй |
| Катер на подводных крыльях пр.1432 «Невка» СССР       | СК-01              |                    | 1992               | Привлекаются для полицейской службы, проведения спецопераций или прибрежного патрулирования. Вооружения не имеют.                                                       |
| Катер на подводных крыльях пр.1432 «Невка» СССР       | СК-01              |                    | 1992               | Привлекаются для полицейской службы, проведения спецопераций или прибрежного патрулирования. Вооружения не имеют.                                                       |
| Катер на подводных крыльях пр.1432 «Невка» СССР       | СК-02              |                    | 1992               | Привлекаются для полицейской службы, проведения спецопераций или прибрежного патрулирования. Вооружения не имеют.                                                       |
| Катер на подводных крыльях пр.1432 «Невка» СССР       | СК-03              |                    | 1992               | Нет точных сведений ни о вооружении ни о вводе в строй |
| Катер на подводных крыльях пр.1432 «Невка» СССР       | СК-04              |                    | 1992               | Нет точных сведений ни о вооружении ни о вводе в строй |
| Катер на подводных крыльях пр.1432 «Невка» СССР       | СК-05              |                    | 1992               | Нет точных сведений ни о вооружении ни о вводе в строй |
| Катер на подводных крыльях пр.1432 «Невка» СССР       | СК-06              |                    | 1992               | Нет точных сведений ни о вооружении ни о вводе в строй |
| Катер на подводных крыльях пр.1432 «Невка» СССР       | СК-07              |                    | 1992               | Нет точных сведений ни о вооружении ни о вводе в строй |
| Катер на подводных крыльях пр.1432 «Невка» СССР       | СК-08              |                    | 1992               | Нет точных сведений ни о вооружении ни о вводе в строй |
| Катер на подводных крыльях пр.1432 «Невка» СССР       | СК-09              |                    | 1992               | Нет точных сведений ни о вооружении ни о вводе в строй |
| Катер на подводных крыльях пр.1432 «Невка» СССР       | СК-10              |                    | 1992               | Нет точных сведений ни о вооружении ни о вводе в строй |
| Катер на подводных крыльях пр.1432 «Невка» СССР       | СК-11              |                    | 1992               | Нет точных сведений ни о вооружении ни о вводе в строй |
| Катер на подводных крыльях пр.1432 «Невка» СССР       | СК-12              |                    | 1992               | Нет точных сведений ни о вооружении ни о вводе в строй |
| Катер на подводных крыльях пр.343МЕ «Волга» СССР      |                    |                    | 1992               | Вооружены самодельными 7 зарядными установками НУРС 57-мм, ПКТ и гранатомётами РПГ-7                                                                                    |
| Катер на подводных крыльях пр.343МЕ «Волга» СССР      |                    | 1992               |                    | Вооружены самодельными 7 зарядными установками НУРС 57-мм, ПКТ и гранатомётами РПГ-7                                                                                    |
| Катер на подводных крыльях пр.343МЕ «Волга» СССР      |                    | 1992               |                    | Вооружены самодельными 7 зарядными установками НУРС 57-мм, ПКТ и гранатомётами РПГ-7                                                                                    |
| Катер на подводных крыльях пр.343МЕ «Волга» СССР      |                    | 1992               |                    | Вооружены самодельными 7 зарядными установками НУРС 57-мм, ПКТ и гранатомётами РПГ-7                                                                                    |
| Катер пр.1390 «Стриж» СССР                            |                    |                    | 1992               | Привлекаются для проведения спецопераций и прибрежного патрулирования. Вооружения не имеют.                                                                             |
| Катер пр.1390 «Стриж» СССР                            |                    | 1994               |                    | Привлекаются для проведения спецопераций и прибрежного патрулирования. Вооружения не имеют.                                                                             |
| Десантные корабли — 1                                 |                    |                    |                    | |
| МДК пр.106У СССР                                      | «Гума»             |                    | 1992               | |
| Вспомогательный флот — 3                              |                    |                    |                    | |
| Служебно-разъездные катера пр.371 «Адмиральский» СССР | СК-08              |                    | 1993               | Катер командующего флотом. Вооружия не имеет. |
| Служебно-разъездные катера пр.371 «Адмиральский» СССР | СК-09              |                    | 1993               | По состоянию на 2007 год находился в плохом состоянии на причале Пицунды (причал быв. НИИ)                                                                              |
| Исследовательское судно пр.16151-НИС СССР             | «Абхазия»          |                    | 1993               | Переоборудован в танкер с запасом топлива 172 тонны из НИС «Модуль» |